# Овенс (река)
Овенс (англ. Ovens) — это река северо-восточного водосбора Муррей, входящего в бассейн Муррей-Дарлинг, расположена в альпийском регионе и регионе Хьюм австралийского штата Виктория. Площадь водосборного бассейна составляет, по разным данным, 7780 км² 7985 км² или 3070 км². Длина реки — около 150 км.
Начинается южнее Харриетвилла. Река течёт в северо-западном направлении и принимает воды притоков, включая Морсес-Крик у Брайта, Бакленд-Ривер у Порепунки, Баффало-Ривер и затем Кинг-Ривер у Вангаратты. Великая Альпийская дорога проходит по большей части русла реки в её верхнем течении.

## Список городов
- Вангаратта
- Бичуэрт
- Эвертон
- Миртлфорд
- Овенс
- Брайт
- Вандилигонг
- Харриетвилл
- Порепунка